# 菅納家晴
菅納 家晴（かんの いえはる）は、戦国時代から安土桃山時代にかけての武将。浦上氏、宇喜多氏の家臣。鷹栖城主。

## 出自
菅納氏は菅原道真後裔を称する美作国に根を張った武家集団・美作菅家党の嫡流に当たる有元氏からの派生家の一つであるとされており、『尊卑分脈』・『古代氏族系譜集成』などではその考えに沿った系図が作られている。しかし、家晴の祖父に当たる「菅納左近」は、豊楽寺に伝わる『豊楽寺過去帳』では「菅左近将監漆家俊」と記されており、少なくとも菅納左近は自身の事を漆間氏の後裔であると認識していたようである。
いずれにせよ菅納氏は美作久米南条郡下神目村の国人領主として力を持った一族で、室町時代には赤松氏被官として沼元氏と共に弓削庄を支配していたが、赤松晴政が尼子晴久の侵攻によって美作における影響力を失うと尼子に従い、次いで衰退した尼子氏に成り代わって美作に侵攻した浦上氏に従うようになったと考えられている。

## 略歴
菅納豊前守の子として美作に誕生。尼子氏の衰退後は美作に勢力を伸ばした浦上宗景に従い、沼元氏と共に弓削庄の国人達（弓削衆）を統括する立場を務め、戦時には宗景の呼びかけに応じて弓削衆をまとめて浦上家に協力したりと、浦上家の動員の一翼を担う存在でもあった。
しかし天正2年（1574年）、宇喜多直家が浦上宗景に対して天神山城の戦いを起こした際には沼本氏と呼応し直家に味方する。これにより浦上家は戦力を削がれると同時に、宗景と同盟した三浦貞広との連携を断たれ戦略的にも不利になる結果となった。こうした動きに宗景は三浦との連携を回復するべく菅納・沼元両氏を討つ事を決め、天正3年（1575年）7月、延原土佐守・岡本氏秀を大将とし、美作国人の中嶋吉右衛門尉らを加えた軍団を弓削庄に攻めこませた。これに対し菅納氏は鷹栖城を捨て、蓮花寺城に移動し逆茂木を張り巡らせて浦上軍を待ち構えた。蓮花寺城は浦上軍の猛攻を受け、城将の一人が討ち死にするも家晴の嫡男・三郎右衛門らの奮戦もあって浦上軍を撃退。延原土佐守、中嶋吉右衛門尉を負傷させるなど浦上軍に損害を与えた。三郎右衛門の働きに直家は感心し、感状と太刀・馬を与えて賞賛している。以後も、三浦貞広などの攻撃を受けるが領地を守りぬき宇喜多直家の浦上宗景追放に弓削衆は活躍をした。
以後は宇喜多家臣となり、変わらず弓削庄を治めた。宗景追放後、菅納氏へ宛てた直家からの書状は三郎右衛門に宛てたものが殆どであり、隠居していた可能性が高い。文禄2年3月9日（1593年4月10日）、死去。子孫は関ヶ原の戦いで宇喜多秀家が改易されると失領したが同地に残り、津山藩立藩後は同地の庄屋の家系として明治時代まで残った。